# Церква Різдва Пресвятої Богородиці (Маловоди)
Церква Різдва Пресвятої Богородиці в Маловодах — парафія і храм греко-католицької громади Зарваницького деканату Тернопільсько-Зборівської архієпархії Української греко-католицької церкви в селі Маловоди Тернопільського району Тернопільської области.

## Історія церкви
Церкву будували протягом 1990–1991 років за кошти місцевих жителів. У 1991 році художники Іван Прокопів та Йосип Бартко виконали розпис храму. Різьблений іконостас, виготовлений майстром Михайлом Савчуком з м. Делятин та його помічником, також Михайлом Савчуком, встановили у грудні 2002 року й освятили єпископом Михаїлом Сабригою.
Освячення самого храму відбулося 21 вересня 1991 року, його провів тодішній о. митрат Василій Семенюк. З цього часу парафія і храм належать до УГКЦ. Останню єпископську візитацію здійснив митрополит Василій Семенюк 23 лютого 2013 року.
При парафії діють братство Матері Божої Неустанної Помочі та Вівтарна дружина. Катехизацію для дітей проводять парох і катехит. На території населеного пункту встановлено пам’ятний хрест на честь скасування панщини. У власності парафії є будівля храму Різдва Пресвятої Богородиці.

## Парохи
- о. Ярослав Грицишин (1991—1996),
- о. Роман Каденюк (1996—1999),
- о. Ігор Федоришин (1999—2002),
- о. Михайло Живчак (2002—2005),
- о. Василь Вуйцік (2005—2010),
- о. Анатолій Натолочний (2011—2012),
- о. Андрій Первусяк (з 27 листопада 2012).